# ماهور الوند
ماهور الوند (زادهٔ ۲۲ تیر ۱۳۷۳) بازیگر سینما اهل ایران است. او دانش‌آموختهٔ رشته تئاتر از دانشکدهٔ هنرهای زیبای دانشگاه تهران در مقطع کارشناسی است.
وی دختر سیروس الوند کارگردان و برادرزادهٔ خشایار الوند، فیلم‌نامه‌نویس است.

## فیلم‌شناسی

### سینما
| سال  | عنوان                | نقش | کارگردان        | توضیحات |
| ---- | -------------------- | --- | --------------- | ------- |
| ۱۳۹۴ | دختر                 |     | رضا میرکریمی    |         |
| ۱۳۹۵ | ملی و راه‌های نرفته‌اش |     | تهمینه میلانی   |         |
| ۱۳۹۵ | هت‌تریک               |     | رامتین لوافی    |         |
| ۱۳۹۶ | چهارراه استانبول     |     | مصطفی کیایی     |         |
| ۱۳۹۷ | غلامرضا تختی         |     | بهرام توکلی     |         |
| ۱۳۹۷ | آنجا همان ساعت       |     | سیروس الوند     |         |
| ۱۳۹۸ | عنکبوت               |     | ابراهیم ایرج‌زاد |         |

### نمایش خانگی
| سال  | عنوان    | نقش   | کارگردان      | توضیحات              |
| ---- | -------- | ----- | ------------- | -------------------- |
| ۱۴۰۳ | جان‌سخت   | هانیه | مصطفی تقی‌زاده | پخش در پلتفرم فیلم‌نت |
| ۱۴۰۱ | بی‌گناه   |       | مهران احمدی   | پخش در پلتفرم فیلیمو |
| ۱۴۰۰ | حرفه‌ای   |       | مصطفی تقی‌زاده | پخش در پلتفرم نماوا  |
| ۱۳۹۷ | نهنگ آبی |       | فریدون جیرانی | پخش در پلتفرم فیلیمو |

## جوایز و نامزدی‌ها
| سال  | جشنواره                            | دسته                     | اثر              | نتیجه | منبع  |
| ---- | ---------------------------------- | ------------------------ | ---------------- | ----- | ----- |
| ۱۳۹۶ | سی و ششمین دوره جشنواره فیلم فجر   | بهترین بازیگر نقش اول زن | چهارراه استانبول | نامزد | [ ۵ ] |
| ۱۳۹۷ | سی و هفتمین جشنواره جهانی فیلم فجر | بهترین بازیگر زن         | هت تریک          | برنده | [ ۶ ] |